# Zipa
Die Zipa (russisch Ци́па) ist ein 692 km langer linker Nebenfluss des Witim in Ostsibirien (Russland). Im Oberlauf wird sie auch als Obere Zipa (russ. Верхняя Ципа/Werchnjaja Zipa) im Mittellauf als Untere Zipa (russ. Нижняя Ципа/Nischnjaja Zipa) bezeichnet.

## Verlauf
Die Zipa entfließt in einer Höhe von etwa 1950 m einem Karsee am westlichen Ende des hier gut 2500 m hohen Südlichen Muja-Gebirges (Juschnomuisker Gebirges) unweit seines Überganges zur Ikat-Gebirge, die beide zum Stanowoihochland gezählt werden. Der Ursprung des Flusses befindet sich etwa 150 km Luftlinie ostsüdöstlich des Baikalsee-Nordendes und 100 km südlich der an der Baikal-Amur-Magistrale gelegenen Siedlung Nowy Uojan.
Der Fluss wendet sich bald in östliche bis nordöstliche Richtung und wird bis zu seiner Mündung in den 165 km² großen, in 1059 m gelegenen See Baunt als Obere Zipa (Werchnjaja Zipa) bezeichnet. Er verlässt den See an seinem Nordostende als Untere Zipa (Nischnjaja Zipa) und behält seine nordöstliche Fließrichtung in der breiten, wenig geneigten, sumpfigen und seenreichen Senke südlich des Südlichen Muja-Gebirges bei, wobei er stark mäandriert. Dort bereits nur noch Zipa genannt, wendet sich der Fluss scharf nach Süden und durchbricht in einem engen Tal mit einer Vielzahl von Stromschnellen den Babanty-Berge genannten Teil des Witimplateaus, bevor er sich wieder nach Nordosten wendet und schließlich in 550 m Höhe, etwa 120 km südöstlich von Taksimo in den Lena-Nebenfluss Witim mündet. In Mündungsnähe ist der Fluss etwa 150 m breit, vier Meter tief und hat eine Fließgeschwindigkeit von 1,2 m/s.
Die wichtigsten Nebenflüsse sind Zipikan, Amalat und Aktragda von rechts sowie aus dem Südlichen Muja-Gebirge kommende, kürzere Flüsse wie Totscha, Uakit und Gorbylok von links.
Auf ihrer gesamten Länge durchfließt die Zipa das Territorium der Republik Burjatien; die Mündung liegt an der Grenze zur Region Transbaikalien, die dort von Witim markiert wird.

## Hydrologie
Das Einzugsgebiet der Zipa umfasst 42.200 km². Die mittlere Abflussmenge (MQ) beträgt an der Mündung 270 m³/s, am Mittellauf, 286 km oberhalb der Mündung, noch 105 m³/s bei einem Minimum von 0,7 m³/s im März und einem Maximum von 314 m³/s im Juli.
Die Zipa friert von Oktober bis Mai, in manchen Jahren bis Juni zu. Im Oberlauf friert sie für drei bis fünfeinhalb Monate im Jahr bis zum Grund durch.

## Nutzung und Infrastruktur
Die Zipa ist nicht schiffbar. Sie durchfließt nur sehr dünn besiedeltes Gebiet; an ihren Ufern gibt es nur einige wenige kleine Ortschaften, darunter den „Kurort Baunt“ an der Einmündung der Oberen Zipa in den gleichnamigen See. Der kleine Kurort Baunt lokaler Bedeutung mit einigen heißen Quellen ist Endpunkt einer Straße. Über diese kann er von der etwa 700 km entfernten Republikhauptstadt Ulan-Ude sowie vom Verwaltungszentrum der Nachbarregion Transbaikalien Tschita über Romanowka am oberen Witim erreicht werden.
Sollte das seit den 1970er-Jahren existierende Projekt einer großen Talsperre am Witim (Mokskaja-Talsperre) verwirklicht werden – zuletzt war das Jahr 2010 als Baubeginn angesetzt – würden auch gut 100 km des Zipa-Unterlaufes in den Staubereich fallen.
Der Fluss gilt insbesondere auf dem stromschnellenreichen Abschnitt durch die Babanty-Berge als lohnendes Ziel für Kanusportler.